# Список альбомов № 1 в США в 2022 году (Billboard)

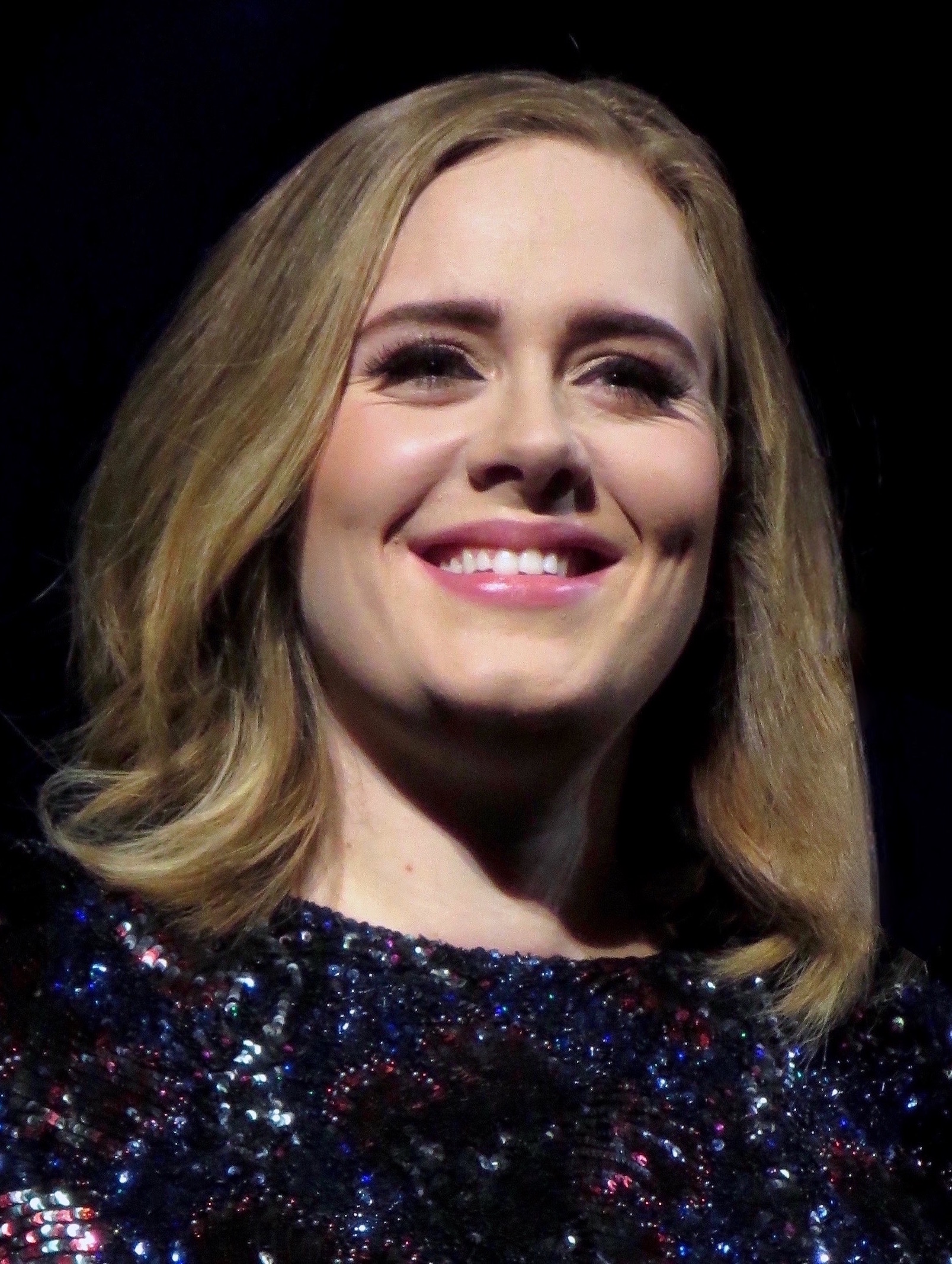
Британская певица Адель в третий раз в своей карьере возглавила чарт, на этот раз с альбомом 30.

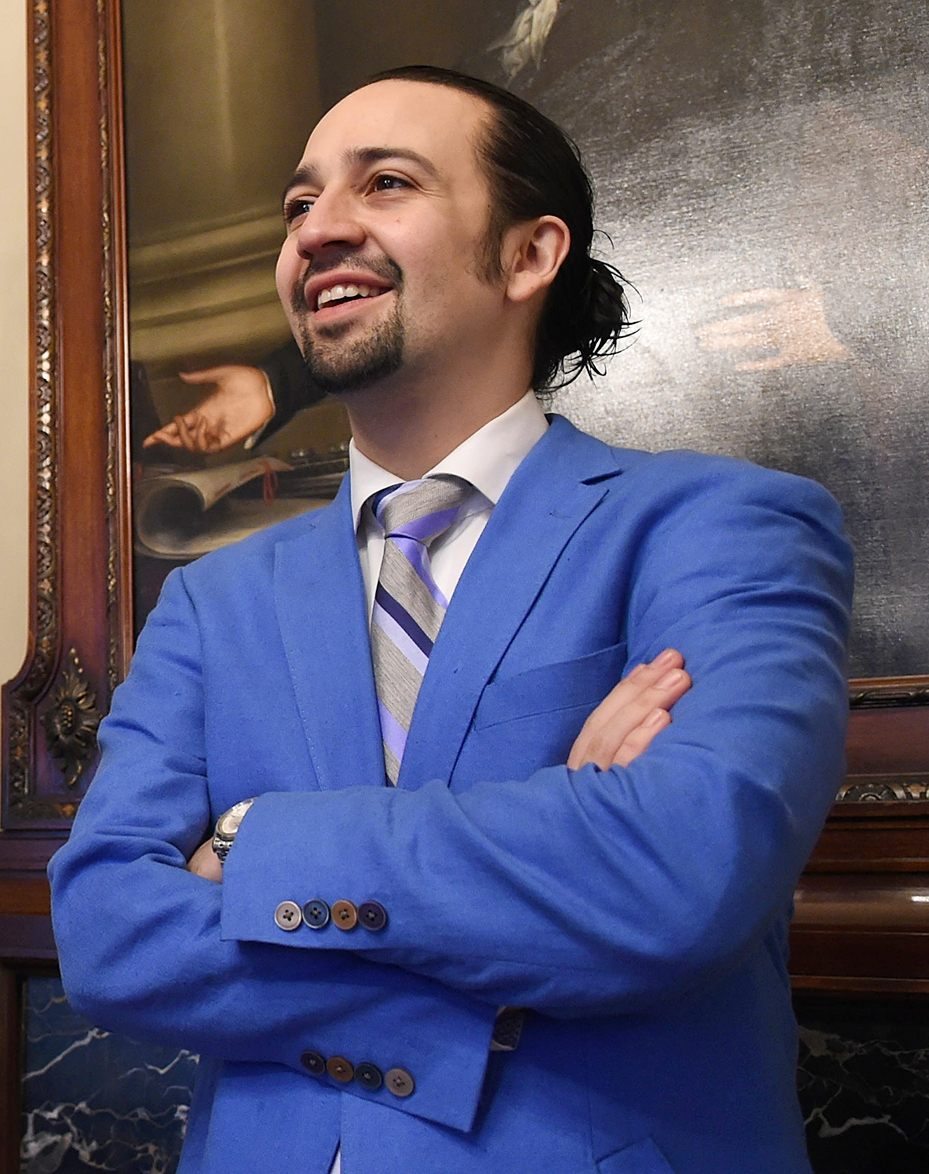
Американский драматург и музыкант Лин-Мануэль Миранда написал оригинальные песни для саундтрека Encanto, который несколько недель возглавлял Billboard 200.

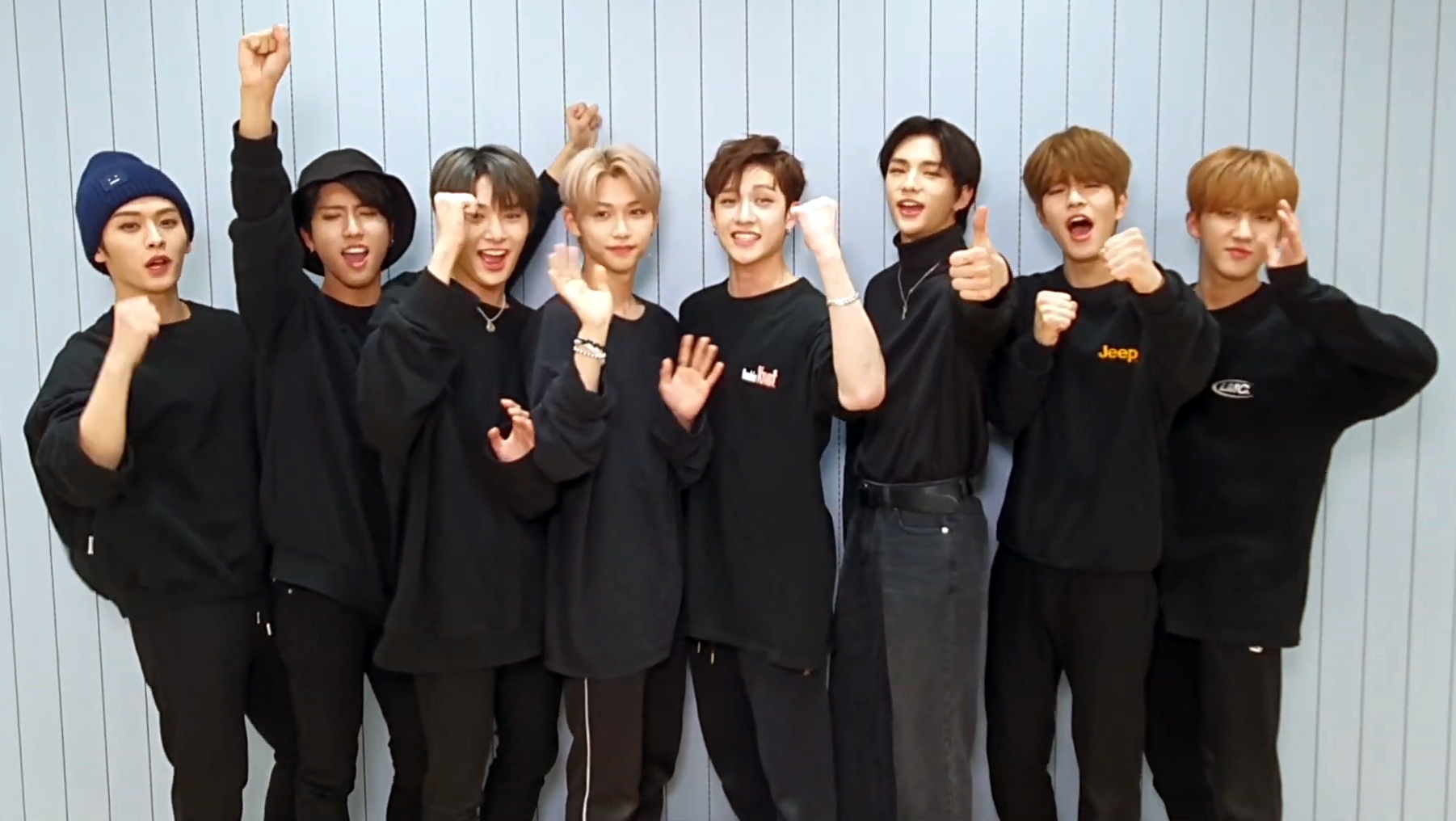
Южнокорейский бой-бэнд Stray Kids впервые в своей карьере возглавил чарт.

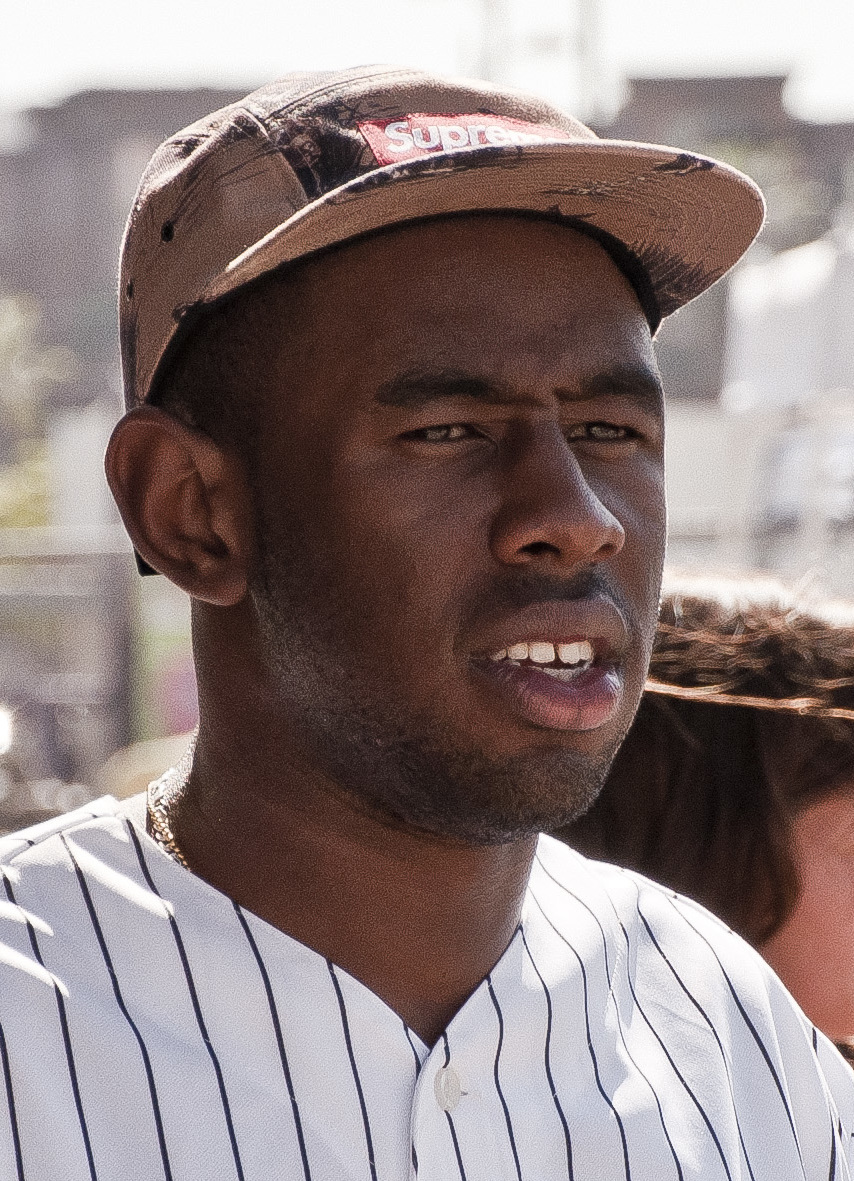
Американский рэпер Tyler, the Creator вернулся на первое место спустя почти 10 месяцев.

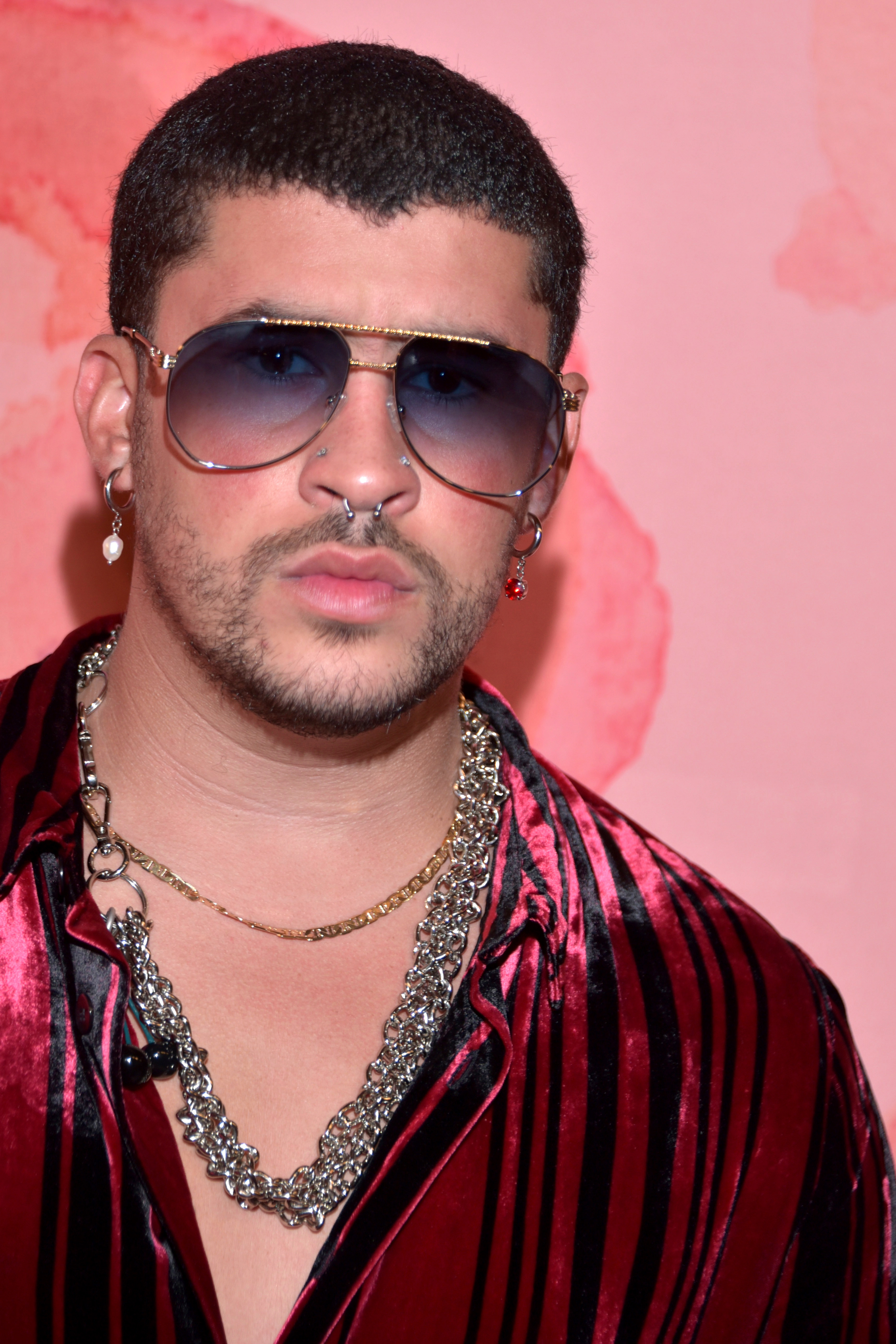
Альбом Un Verano Sin Ti пуэрто-риканского музыканта Бэд Банни стал вторым в истории испаноязычным чартоппером.

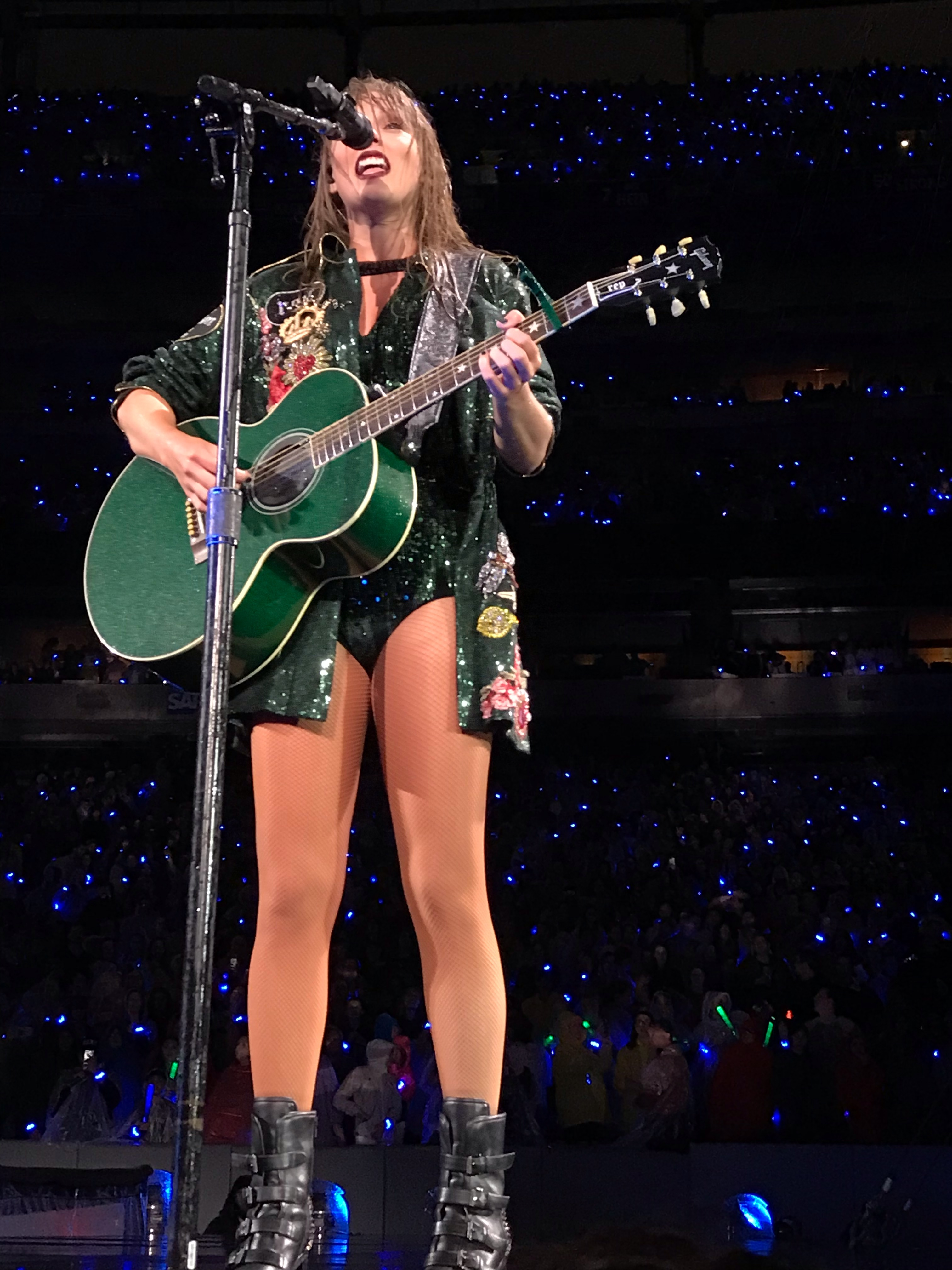
Альбом Тейлор Свифт Midnights возглавил чарт с продажами в 1,5 миллионов единиц, став первым альбомом за 5 лет, после её же альбома reputation, который возглавил чарт с продажами, превышающими один миллион копий.

Список альбомов № 1 в США в 2022 году (#1 2022 Billboard 200) включает альбомы, возглавлявшие главный хит-парад Северной Америки каждую из 52 недель 2022 года по данным службы MRC Data (до 2020 года — Nielsen SoundScan). Публикуется редакцией старейшего музыкального журнала США Billboard (данные становятся известны заранее, так как публикуются в сети на неделю вперёд) и поэтому называется Billboard 200.

## История
- 1 января на первом месте пятую в сумме неделю находился альбом 30 британской певицы Адель, её 3-й чарттоппер после 25 (10 недель на № 1 в 2015—2016) и 21 (24 недель № 1 в 2011—2012). Тираж составил 212 тыс. эквивалентных единиц, включая 180 тыс. традиционных копий альбома, 30 тыс. стрим-потоков SEA, 1500 трековых единиц TEA (покупки цифровые треков). С 39 неделями номер один, по сумме трёх альбомов занимавших первое место в Billboard 200, Адель теперь делит с Элтоном Джоном восьмое место по этому показателю с тех пор, как список начал публиковаться на регулярной еженедельной основе в марте 1956 года. Впереди них — The Beatles (132 недели на первом месте), Элвис Пресли (67), Тейлор Свифт (55), Гарт Брукс (52), Майкл Джексон (51), The Kingston Trio (46) и Уитни Хьюстон (46)[3].
- 8 января Адель сохранила за собой первое место, а альбом Dangerous Моргана Уоллена вернулся в десятку лучших, где он теперь находится 50-ю неделю, что стало 3-м результатом для кантри-дисков за всю 65-летнюю историю после Fearless (Тейлор Свифт, 58 недель в top 10), Come On Over (Shania Twain, 53) и столько же у Ropin’ the Wind (Гарт Брукс, 50). Среди всех жанров начиная с 2000 года, Dangerous стал 7-м диском по этому показателю 21 (Адель, 84 недели в top 10),1989 (59), Fearless (58), ÷ (Divide) (Эд Ширан, 53), The Fame (Леди Гага, 51), Hollywood’s Bleeding (50)[4].
- 15 января чарт возглавил саундтрек Encanto к компьютерному музыкальному мультфильму «Энканто», с музыкой и текстами Лин-Мануэля Миранды. Он стал первым диснеевским саундтреком после Frozen II (2019), возглавившим Billboard 200, и шестым в истории саундтреком анимационного фильма чарттоппером, после Король Лев (1994), Pocahontas (1995), Curious George (2006), Холодное сердце (2014) и Frozen II[5].
- 26 марта чарт возглавил альбом 7220 рэпера Lil Durk, его пятый диск в Топ-10 (и все попали в Топ-5) и второй чарттоппер после лидерства в 2021 году диска The Voice of the Heroes, совместного с Lil Baby. Саундтрек Encanto после девяти недель нахождения на первом месте (включая восемь подряд) спустился на № 3, а альбом Dangerous Моргана Уоллена в десятке лучших находится 61-ю неделю и это третий показатель среди всех альбомов с 1990 года, равный Falling into You (61, Селин Дион, 1996-97)[6].
- 16 апреля чарт возглавил альбом Unlimited Love рок-группы Red Hot Chili Peppers, их восьмой диск в Топ-10 (и все попали в Топ-5) и второй чарттоппер после лидерства в 2006 году диска Stadium Arcadium. Тираж составил 97500 альбомных экивалентов, включая 82500 чистых продаж альбома и 14500 SEA-единиц по стримингу. Из всех продаж альбома 38500 копий вышло на виниловых пластинках — это рекорд 2022 года и второй крупнейший за 31 год показатель для всех рок-альбомов с тех пор как Luminate начал электронный подсчёт музыкальных продаж в 1991 году. Больше было только у Джека Уайта с альбомом Lazaretto (40 000 копий) в июне 2014 года. Альбом Dangerous Моргана Уоллена в десятке лучших находится 64-ю неделю и это третий показатель среди всех альбомов с 1990 года после 21 (84, Adele, 2011-16), Jagged Little Pill (72, Аланис Мориссетт, 1995-97), Falling into You (61, Селин Дион, 1996-97)[7].
- 30 апреля чарт снова возглавил альбом Call Me If You Get Lost американского рэпера Tyler, the Creator, который дебютировал на первом месте почти 10 месяцев назад, ещё 10 июня 2021 года, а сейчас поднялся сразу с 120 места на № 1. Произошло это после выхода издания на виниловых пластинках с тиражом 59 000 эквивалентных единиц, включая 51 000 традиционных продаж. В общей сложности продано 49 500 виниловых копий (формат LP). Это девятая по величине неделя продаж винилового альбома с тех пор, как Luminate (бывшая MRC Data) начала отслеживать продажи музыки в 1991 году. Это также самая большой недельный результат для хип-хоп-сета на виниле или винилового альбома артиста-мужчины за тот промежуток времени. Предыдущая самая большая неделя для хип-хоп-сета или сольного мужского альбома на виниле с 1991 года была зарегистрирована дебютную неделю диском Man on the Moon III: The Chosen Кида Кади в декабре с 41 500 копий. Самая крупная неделя винила в целом с 1991 года была в первую неделю релиза Red (Taylor’s Version) Тейлор Свифт, когда в ноябре прошлого года было продано 114 000 виниловых пластинок. С возвращением Call Me… на первое место в Billboard 200 он стал четвёртым альбомом, вернувшимся на вершину после выхода на виниле. Он следует за Fearless (Taylor’s Version) Свифт (который подскочил на 157—1 в чарте 16 октября 2021 года после своего винилового релиза), Sour Оливии Родриго (3—1; 4 сентября 2021 года) и Evermore Свифт (74—1; 12 июня 2021 года)[8].
- 21 мая чарт возглавил альбом Un Verano Sin Ti пуэрто-риканского музыканта Бэд Банни. Это второй его чарттоппер и второй в 66-летней истории хит-парада испаноязычный лидер чарта после его же альбома El Último Tour Del Mundo (2020). Эта неделя 2022 года стала также рекордной по числу испаноязычных альбомов, одномоментно находящихся в десятке лучших: в мае впервые в истории в Топ-10 было сразу два таких альбома. Кроме Бэд Банни там на № 9 дебютировал альбом Nostalgia Eslabon Armado, который к тому же стал первым в истории региональным мексиканским альбомом (он также № 1 в Regional Mexican Albums) в общем Топ-10 (Billboard 200)[9][10].
- 25 июня чарт возглавил альбом-сборник Proof южнокорейского бой-бенда BTS, их 6-й чарттоппер, включающий их лучшие хиты и три новых песни, в том числе лид-сингл «Yet to Come (The Most Beautiful Moment)». В десятке лучших дебютировал альбом Denim & Rhinestones кантри-певицы Кэрри Андервуд (её 10-й подряд диск в top 10)[11].
- 2 июля чарт возглавил альбом Honestly, Nevermind канадского рэпера Drake, его 11-й чарттоппер. Это пятый показатель после рекордсменов The Beatles (у них было 19 альбомом на первом месте в США), Jay-Z (14), Брюса Спрингстина (11) и Барбры Стрейзанд (11)[12].
- 13 августа на первом месте дебютировал альбом Renaissance американской певицы Бейонсе, её 7-й сольный чарттоппер, что сделало Бейонсе первым артистом, все семь студийных альбомов которого дебютировали под номером один[13].
- 1 октября на первом месте дебютировал альбом Born Pink южнокорейской гёрл-группы Blackpink. Это первый чарттоппер для этого квартета K-pop и первый для женской группы более чем за десять лет. Последней женской группой на первом месте была Danity Kane с альбомом Welcome to the Dollhouse (это произошло 5 апреля 2008 года)[14].
- 15 октября чарт снова возглавил альбом Un Verano Sin Ti пуэрто-риканского музыканта Бэд Банни: это 13-я неделя его лидерства и произошло впервые почти за десятилетие. Впервые в 2022 году сразу три кантри-альбома оказались в десятке лучших: Dangerous (Моргана Уоллена), American Heartbreak (Zach Bryan) и Can I Take My Hounds to Heaven (Tyler Childers) (№ 3, 7 и 8, соответственно). Последний раз такое случилось 4 декабря 2021 года, когда на № 2, 5 и 7 находились Red (Taylor’s Version) (Тейлор Свифт), Dangerous и Raise the Roof (Роберта Планта и Элисон Краусс)[15].
- 22 октября чарт возглавил альбом Maxident южнокорейской группы Stray Kids, второй за полгода их чарттоппер. Это также 4-й за год лидер хит-парада от представителей Южной Кореи и 4-й в основном неанглоязычный альбом во главе списка за год (и 16-й за всё время) после Proof (в основном на корейском языке, BTS), Un Verano Sin Ti (весь на испанском языке, Bad Bunny) и Oddinary (в основном на корейском языке, Stray Kids)[16].
- 29 октября чарт возглавил альбом It’s Only Me рэпера Lil Baby (3-й его чарттоппер)[17].
- 5 ноября чарт возглавил альбом Midnights певицы Тейлор Свифт с рекордным за 7 лет (после альбома 25) тиражом в 1,578 млн эквивалентных единиц, включая 1,140 млн чистых продаж альбома, 419 тыс. стриминговых SEA-единиц (549,26 млн стрим-потоков её 20 треков) и 19 тыс. TEA-единиц. Из чистых продаж на физические носители пришлось 980 тыс. (575 тыс. на виниле, 395 тыс. на CD, 10 тыс. на кассетах) и 161 тыс. это цифровых загрузки альбома. Это её 11-й чарттоппер и третий результат в истории после Beatles (19), Jay-Z (14) и равно достижениям Дрейка (11), Брюса Спрингстина (11) и Барбры Стрейзанд (11). По продажам на виниловом носители это рекорд в эру Luminate (с 1991). Свифт — единственный музыкант, пять альбомов которой были проданы тиражом не менее 1 миллиона экземпляров за одну неделю в эпоху Luminate (с 1991 года) — Midnights, reputation, 1989, Red и Speak Now. Кроме того, теперь, с пятью альбомами, Свифт остается единственным музыкантом, у которой как минимум три разных альбома преодолели недельный порог в миллион продаж. Лишь ещё у трёх артистов есть пара альбомов, каждый из которых продавался в неделю больше миллиона: Backstreet Boys, Эминем и NSYNC[18]. Также альбом превзошёл Oops!… I Did It Again Бритни Спирс (1,3 миллиона), и стал вторым женским альбомом с наибольшим числом проданных копий в дебютную неделю, после 25 Адели (3,38 миллионов). Показатели первой недели Midnights были больше, чем у всех альбомов № 2—88 вместе взятых[18].
- 12 ноября во вторую неделю лидерства Midnights его тираж составил 342 тыс. единиц (включая 114 тыс. чистых продаж). Переизданный в разных форматах с неизданными треками альбом Revolver группы The Beatles дебютировал на 4-м месте (в 1966 году он шесть недель был на первом месте), а также был № 1 в Top Rock & Alternative Albums, Top Rock Albums и Catalog Albums. Также Revolver повторно вошёл в чарты Top Album Sales, Vinyl Albums и Tastemaker Albums (на № 2 в каждом)[19][20]
- 19 ноября хит-парад возглавил альбом Her Loss канадского рэпера Дрейка, совместный с 21 Savage, их 12-й и 3-й чарттопперы, соответственно. Из 404 000 эквивалентных альбомных единиц, заработанных Her Loss, единицы SEA составляют 391 000 (что соответствует 513,56 миллионам официальных стрим-потоков треков), продажи альбома составляют 12 000, а единицы SEA — 1 000[21]. Он также возглавил жанровый чарт Top R&B/Hip-Hop Albums, став 14-м чарттоппером для Дрейка, сравнявшись с Jay-Z (14, рекорд для рэперов, для мужчин и для солистов) и уступая только The Temptations (17). Одновременно его песня «Rich Flex» возглавляет Hot R&B/Hip-Hop Songs и весь топ-10 занимают песни с этого альбомаВо второй раз в своей карьере Дрейк полностью возглавляет топ-10 чарта Hot R&B/Hip-Hop Songs. Ранее ему удавалось 10 на 10 в чарте от 18 сентября 2021 года, когда треки из его альбома Certified Lover Boy наводнили конкурентов. Дрейк получил рекордный 26-й чарттоппер списка и создал больше пространства между собой и занимающими второе место Аретой Франклин и Стиви Уандером, у которых по 20 песен-лидеров[22].
- 26 ноября на первое место вернулся альбом Midnights Тейлор Свифт (3-я в сумме неделя лидерства), а на 8-м месте дебютировал новый альбом Брюса Спрингстина Only the Strong Survive, его 22-й диск в Топ-10. Благодаря этому Спрингстин стал первым в истории музыкантом с не менее чем двумя альбомами в каждом из последних 6 десятилетий: с 1970-х по 2020-е[23][a].
- 10 декабря альбом Midnights Тейлор Свифт лидировал 5-ю в сумме неделю[24][b].
- 24 декабря хит-парад возглавил альбом SOS соул-певицы SZA, первый её чарттоппер, с тиражом 318 000 эквивалентных единиц[26].

## Список 2022 года
| Дата        | Альбом № 1 недели                            | Исполнитель           | Ссылка          |
| ----------- | -------------------------------------------- | --------------------- | --------------- |
| 1 января    | 30                                           | Адель                 | [ 3 ]           |
| 8 января    | 30                                           | Адель                 | [ 4 ]           |
| 15 января   | Encanto (Original Motion Picture Soundtrack) | Сборник               | [ 5 ] [ 27 ]    |
| 22 января   | DS4Ever                                      | Gunna                 | [ 28 ] [ 29 ]   |
| 29 января   | Encanto (Original Motion Picture Soundtrack) | Various artists       | [ 30 ] [ 31 ]   |
| 5 февраля   | Encanto (Original Motion Picture Soundtrack) | Various artists       | [ 32 ] [ 33 ]   |
| 12 февраля  | Encanto (Original Motion Picture Soundtrack) | Various artists       | [ 34 ] [ 35 ]   |
| 19 февраля  | Encanto (Original Motion Picture Soundtrack) | Various artists       | [ 36 ] [ 37 ]   |
| 26 февраля  | Encanto (Original Motion Picture Soundtrack) | Various artists       | [ 38 ] [ 39 ]   |
| 5 марта     | Encanto (Original Motion Picture Soundtrack) | Various artists       | [ 40 ] [ 41 ]   |
| 12 марта    | Encanto (Original Motion Picture Soundtrack) | Various artists       | [ 42 ] [ 43 ]   |
| 19 марта    | Encanto (Original Motion Picture Soundtrack) | Various artists       | [ 44 ] [ 45 ]   |
| 26 марта    | 7220                                         | Lil Durk              | [ 6 ] [ 46 ]    |
| 2 апреля    | Oddinary                                     | Stray Kids            | [ 47 ] [ 48 ]   |
| 9 апреля    | Mainstream Sellout                           | Machine Gun Kelly     | [ 49 ] [ 50 ]   |
| 16 апреля   | Unlimited Love                               | Red Hot Chili Peppers | [ 7 ] [ 51 ]    |
| 23 апреля   | 7220                                         | Lil Durk              | [ 52 ] [ 53 ]   |
| 30 апреля   | Call Me If You Get Lost                      | Tyler, the Creator    | [ 8 ] [ 54 ]    |
| 7 мая       | It’s Almost Dry                              | Pusha T               | [ 55 ] [ 56 ]   |
| 14 мая      | I Never Liked You                            | Фьючер                | [ 57 ] [ 58 ]   |
| 21 мая      | Un Verano Sin Ti                             | Бэд Банни             | [ 9 ] [ 59 ]    |
| 28 мая      | Mr. Morale & the Big Steppers                | Кендрик Ламар         | [ 60 ] [ 61 ]   |
| 4 июня      | Harry's House                                | Гарри Стайлз          | [ 62 ]          |
| 11 июня     | Harry's House                                | Гарри Стайлз          | [ 63 ] [ 64 ]   |
| 18 июня     | Un Verano Sin Ti                             | Бэд Банни             | [ 65 ] [ 66 ]   |
| 25 июня     | Proof                                        | BTS                   | [ 11 ] [ 67 ]   |
| 2 июля      | Honestly, Nevermind                          | Drake                 | [ 12 ] [ 68 ]   |
| 9 июля      | Un Verano Sin Ti                             | Бэд Банни             | [ 69 ] [ 70 ]   |
| 16 июля     | Un Verano Sin Ti                             | Бэд Банни             | [ 71 ] [ 72 ]   |
| 23 июля     | Un Verano Sin Ti                             | Бэд Банни             | [ 73 ] [ 74 ]   |
| 30 июля     | Un Verano Sin Ti                             | Бэд Банни             | [ 75 ] [ 76 ]   |
| 6 августа   | Un Verano Sin Ti                             | Бэд Банни             | [ 77 ] [ 78 ]   |
| 13 августа  | Renaissance                                  | Бейонсе               | [ 13 ] [ 79 ]   |
| 20 августа  | Un Verano Sin Ti                             | Бэд Банни             | [ 80 ] [ 81 ]   |
| 27 августа  | Beautiful Mind                               | Rod Wave              | [ 82 ] [ 83 ]   |
| 3 сентября  | Un Verano Sin Ti                             | Бэд Банни             | [ 84 ] [ 85 ]   |
| 10 сентября | God Did                                      | DJ Khaled             | [ 86 ] [ 87 ]   |
| 17 сентября | Un Verano Sin Ti                             | Бэд Банни             | [ 88 ] [ 89 ]   |
| 24 сентября | Un Verano Sin Ti                             | Бэд Банни             | [ 90 ] [ 91 ]   |
| 1 октября   | Born Pink                                    | Blackpink             | [ 14 ] [ 92 ]   |
| 8 октября   | Un Verano Sin Ti                             | Бэд Банни             | [ 93 ] [ 94 ]   |
| 15 октября  | Un Verano Sin Ti                             | Бэд Банни             | [ 15 ] [ 95 ]   |
| 22 октября  | Maxident                                     | Stray Kids            | [ 16 ] [ 96 ]   |
| 29 октября  | It’s Only Me                                 | Lil Baby              | [ 17 ] [ 97 ]   |
| 5 ноября    | Midnights                                    | Тейлор Свифт          | [ 18 ] [ 98 ]   |
| 12 ноября   | Midnights                                    | Тейлор Свифт          | [ 19 ] [ 99 ]   |
| 19 ноября   | Her Loss                                     | Дрейк и 21 Savage     | [ 21 ] [ 100 ]  |
| 26 ноября   | Midnights                                    | Тейлор Свифт          | [ 23 ] [ 101 ]  |
| 3 декабря   | Midnights                                    | Тейлор Свифт          | [ 102 ] [ 103 ] |
| 10 декабря  | Midnights                                    | Тейлор Свифт          | [ 24 ] [ 104 ]  |
| 17 декабря  | Heroes & Villains                            | Metro Boomin          | [ 105 ] [ 106 ] |
| 24 декабря  | SOS                                          | SZA                   | [ 26 ] [ 107 ]  |
| 31 декабря  | SOS                                          | SZA                   | [ 108 ]         |

### Комментарии
1. ↑  Спрингстин — один из всего лишь трёх артистов в истории, чьи новые альбомы попадали в топ-10 чартов Billboard 200 в каждом из последних шести десятилетий. Он присоединился к Джеймсу Тейлору, когда его «Letter to You» стартовал под номером 2 в 2020 году. Пол Маккартни вошел в элитный клуб этого трио (включая его работу с Wings) в 2021 году.

Итоги для трёх членов, вошедших в Зал славы рок-н-ролла, по их альбомам в Топ-10 Billboard 200 по десятилетиям:

Пол Маккартни: 70-е: десять / 80-е: два / 90-е: один / 00-е: четыре / 10-е: трои / 20-е: один (всего 21).

Брюс Спрингстин: '70-е: два / '80-е: пять / '90-е: три / '00-е: шесть / '10-е: четыре / '20-е: два (всего 22).

Джеймс Тейлор: '70-е: шесть / '80-е: один / '90-е: один / '00-е: два / '10-е: два / '20-е: один (всего 13).

Рядом с ними может встать ещё один исполнитель, которому не хватает одного последнего десятилетия. Более того, она отметилась как минимум четырьмя альбомами в топ-10 в каждом из этих десятилетий

Барбра Стрейзанд: '60-е: девять / '70-е: семь / '80-е: шесть / '90-е: четыре / '00-е: четыре / '10-е: четыре (всего 34, второе место после 37 у Rolling Stones).
2. ↑  Ранее Свифт лидировала более 5 недель с альбомами Speak Now (6 недель на № 1 в 2010—2011 годах), Red (7, 2012—13), 1989 (11, 2014—15), Folklore (8, 2020). Другие лидеры Свифт: Reputation (4, 2017), Lover (альбом) (1, 2019), Evermore (4, 2020—21), Fearless (Taylor’s Version) (2, 2021), Red (Taylor’s Version) (1, 2021)[25].